# Hydraena oscillata
Hydraena oscillata (лат.) — вид жуков-водобродок рода Hydraena из подсемейства Hydraeninae. Назван oscillata по форме вилки метавентральных килей.

## Распространение
Встречаются на Мадагаскаре.

## Описание
Водобродки мелкого размера (около 2 мм), удлинённой формы. Голова буроватая, переднеспинка и надкрылья темно-коричневые, передняя граница переднеспинки и плечевые углы надкрылий немного светлее; ноги темно-коричневые; нижнечелюстные щупики красновато-коричневые, дистальная ½ последнего пальпомера не темнее. По цвету и размеру похож на H. furcula, но имеет пронотум другой формы, более крупнопунктированный, а надкрылья более яйцевидные; также отли чаются их эдеагусы. Явно связан с H. furcula на основании общего строения гениталий, но легко от него отличается размером и окраской, а также разной формой парамера и дистальных отростков и толщиной основной части. Взрослые жуки, предположительно, как и близкие виды, растительноядные, личинки плотоядные.

## Классификация
Вид был впервые описан в 2017 году американским энтомологом Philip Don Perkins (Department of Entomology, Museum of Comparative Zoology, Гарвардский университет, Кембридж, США) по типовым материалам с острова Мадагаскар. Включён в состав подрода Monomadraena вместе с видами H. bergsteni, H. furcula, H. acicula, H. quatriloba и H. antsahabe.